# 임진욱 (바둑 기사)
임진욱(林進煜, 2000년 3월 30일 ~ )은 대한민국의 바둑 기사이다.

## 약력
전라남도 순천 출신으로 8세 경에 바둑에 입문했고, 순천 이수초등학교 재학 중 바둑 공부를 위해 서울로 상경했다. 충암바둑도장에서 류동완 사범의 바둑 지도를 받았다. 2020년 전남바둑선수단 소속으로 2020 전국시도 바둑리그에 참가하여 우승을 차지했다. 2021년 7월, 제148회 입단대회를 통해 프로바둑에 입단했다. 2022년에 2단과 3단으로 각각 승단했다.